# Église Notre-Dame-de-l'Assomption du Château-d'Oléron
L’église Notre-Dame-de-l'Assomption est une église paroissiale située au Château-d'Oléron, dans le département de la Charente-Maritime et le diocèse de La Rochelle et Saintes. 
Édifiée au XVIIe siècle afin de remplacer plusieurs édifices détruits au moment des travaux d'agrandissement de la citadelle, elle se caractérise par ses amples proportions et plusieurs peintures, dont un retable de style Louis XV. Le clocher-porche néo-roman qui surplombe les maisons du centre-ville est un ajout du XIXe siècle.

## Histoire
La documentation concernant les églises primitives restant peu fournie, on sait peu de choses sur ces monuments disparus. Les chartes et chroniques anciennes mentionnent une église Saint-Nicolas, une église Saint-James et une église Sainte-Marie, les deux premières étant associées à des prieurés. L'église Sainte-Marie pourrait avoir été la plus ancienne. Sans doute fondée au VIIIe siècle, elle est reconstruite en 1072. L'église Saint-Nicolas lui est postérieure de vingt ans. Cette petite église priorale placée sous l'invocation du saint patron des marins servait également de chapelle castrale, et était intégrée aux fortifications du château des ducs d'Aquitaine. Quant à l'église Saint-James, elle est fondée par Henri II et Aliénor d'Aquitaine en 1159. Elle est associée à un prieuré et à un hôpital où pèlerins et indigents viennent trouver du secours. À ces trois édifices est venu s'ajouter au XIVe siècle un couvent de Cordeliers. Aucune de ces possessions ecclésiastiques ne sort indemne des guerres de Religion. Ruinées, elles sont en partie reconstruites au début du XVIIe siècle. 
La construction d'une impressionnante citadelle, véritable « verrou » devant barrer la route à d'éventuels bâtiments de guerre britanniques ou espagnols, vient transformer radicalement le tissu urbain de la ville dans la seconde moitié du siècle. Les églises sont abattues au fur et à mesure de la progression des travaux et des plans d'agrandissement successifs. En 1688, Saint-James est détruite à son tour. Il faut attendre un peu plus de dix ans la pose de la première pierre de la nouvelle église, placée sous l'invocation de Notre-Dame de l'Assomption. Les travaux avancent lentement : la nef et les bras du transept sont achevés en 1703, mais le chœur ne sort pas de terre avant 1764 ! Le clocher est bien plus tardif (1883). Coiffé d'une flèche culminant à 38 mètres, il est cantonné de statues représentant les quatre évangélistes.

## Architecture
Les parties extérieures de l'édifice sont d'une grande austérité, à peine égayées par un clocher néo-roman assez conforme dans sa structure aux réalisations de l'époque (mode néo-médiévale qui se retrouve à Saint-Denis-d'Oléron, Fouras, La Tremblade...). Le mur sud est orné d'un cadran solaire où est gravée une sentence implacable : « Comme l'ombre qu'ici on voit fuir à grands pas / Ainsi passent nos jours et nous n'y pensons pas ». 
L'église est bâtie sur un plan en croix latine. La nef, voûtée en anse de panier, est divisée en trois travées, où prennent place des ouvertures en plein cintre ornées de vitraux signés Gustave-Pierre Dagrant ou Henri Feur. Donnant dans des tons or, rubis ou azur, ils représentent des scènes bibliques ou des saints de l'église catholique (saint François d'Assise, saint Charles Borromée, saint Louis, saint Dominique...). Les vitraux du chœur sont dédiés à la figure de la Vierge Marie, patronne de l'église.
L'aménagement du chœur date des années 1764-1765, et doit tout au curé de l'époque, Jean-Baptiste Descordes. Les murs sont couverts dans leur partie inférieure de boiseries soulignées par des dorures et du faux marbre, où prennent place dix tableaux dépeignant la Présentation de Marie au Temple, Marie et sa mère, sainte Anne, protégées par la figure paternelle de Dieu, l'Annonciation, la Visitation, l'Adoration des bergers, l'Adoration des mages ou encore Jésus au Temple. Un grand retable de style Louis XV domine l'ensemble. Encadré de pilastres, il est orné d'une grande peinture montrant l'Assomption de Marie, soulignée par une inscription latine : « Assumpta est Maria » (in cœlum), c'est-à-dire « Marie est montée aux cieux ». 
L'église conserve également plusieurs tableaux du peintre Omer Charlet (originaire du Château-d'Oléron) : sainte Thérèse d'Avila, saint Pierre et les trois vertus théologales.